# Temnothorax nevadensis
Temnothorax nevadensis (лат.) — вид мелких по размеру муравьёв трибы Formicoxenini из подсемейства Myrmicinae семейства Formicidae. Встречаются в Неарктике: Канада, Мексика и США (западные штаты). Мелкие буровато-чёрного цвета муравьи (2—3 мм). Отличаются пунктированными боками пронотума; мелко скульптированной верхней поверхностью головы и груди. Усики самок и рабочих 12-члениковые. Клипеус со срединным продольным килем. Проподеальные шипики на заднегруди развиты. Стебелёк между грудкой и брюшком состоит из двух члеников: петиолюса и постпетиолюса (последний чётко отделён от брюшка), жало развито, куколки голые (без кокона). Включён в видовую группу Temnothorax nitens и комплекс Temnothorax tricarinatus.